# Tipula (Savtshenkia) convexifrons
Tipula (Savtshenkia) convexifrons is een tweevleugelige uit de familie langpootmuggen (Tipulidae). De soort komt voor in het Palearctisch gebied.